# Acid và base Lewis
Trong hóa học, một acid Lewis là bất kỳ acid nào mà có thể nhận một cặp điện tử và tạo ra liên kết cộng hóa trị phối hợp, được đặt theo tên của nhà hóa học người Mỹ Gilbert Lewis. Thuật ngữ acid là mơ hồ; đây chỉ là một trong các cách diễn giải chấp nhận được. Một electrophile (chất ưa điện tử) là một acid Lewis. Một acid Lewis thông thường có LUMO rỗng. Một số acid Lewis phổ biến là nhôm chloride, sắt(III) chloride, bor trifluoride và yterbi(III) triflat. Không giống như các acid thông thường, một acid Lewis không cần thiết phải có ion hydro như là một electrophil, một phân tử khác sẽ đảm nhận vai trò này.
Một base Lewis là bất kỳ phân tử hay ion nào có thể tạo ra liên kết cộng hóa trị phối hợp mới bằng cách cung cấp một (các) cặp electron. Một chất nucleophile (ưa thích điện tích dương) là một base Lewis.